# Brandonville (Virgínia Ocidental)
Brandonville é uma cidade  localizada no estado norte-americano de Virgínia Ocidental, no Condado de Preston.

## Demografia
Segundo o censo norte-americano de 2000, a sua população era de 102 habitantes. 
Em 2006, foi estimada uma população de 125, um aumento de 23 (22.5%).

## Geografia
De acordo com o United States Census Bureau tem uma área de 
1,0 km², dos quais 1,0 km² cobertos por terra e 0,0 km² cobertos por água. Brandonville localiza-se a aproximadamente 677 m acima do nível do mar.

## Localidades na vizinhança
O diagrama seguinte representa as localidades num raio de 20 km ao redor de Brandonville. 